# Луганський Микола Іванович
Микола Іванович Луганський (25 листопада (8 грудня) 1906 — 29 серпня 1968, Київ) — український радянський фармаколог, токсиколог, професор (з 1958 року), заслужений діяч науки УРСР (з 1967 року).

## Біографія
Народився 25 листопада (8 грудня) 1906 року в Харківській губернії. В 1931 році закінчив Харківський медичний інститут. З 1939 року — директор Українського науково-дослідного санітарно-хімічного інституту в Харкові. Член ВКП(б) з 1940 року.

Могила Миколи Луганського

У роки німецько-радянської війни і до 1951 року — заступник міністра охорони здоров'я УРСР. З 1951 року — директор Українського науково-дослідного санітарно-хімічного інституту в Києві.
Був нагороджений орденом Трудового Червоного Прапора та іншими орденами, медалями. Помер 29 серпня 1968 року в Києві. Похований на Байковому кладовищі.

## Праці
Праці присвячені вивченню механізму дії і лікувальних властивостей тіолових сполук, питанням комплексного застосування засобів антидотної і патогенетичної терапії тощо.